# 뭐든지 베스트 셀러
《뭐든지 베스트 셀러》는 Olive에서 방송된 텔레비전 프로그램이다.

## 방송 개요
엄선된 제품을 가장 합리적인 가격으로! 라이브 셀러의 맛깔나는 설명과 입담으로! 패션, 푸드, 뷰티, 리빙 등 다양한 카테고리의 제품을 가장 많이 파는 사람이 우승하는 쇼핑 라이브 대결 쇼.

## 방송 시간
| 방송 채널 | 방송 기간                         | 방송 시간             | 비고 |
| --------- | --------------------------------- | --------------------- | ---- |
| Olive     | 2020년 12월 21일 ~ 2020년 5월 6일 | 목요일 오후 10시 40분 |      |

## 출연자
- 장성규 (진행)
- 김재우
- 홍윤화
- 서수경
- 씬님

## 방영 목록

### 2020년
| 회차 | 방송일    | 셀러   | 멘토   | 판매 품목     | 비고 |
| ---- | --------- | ------ | ------ | ------------- | ---- |
| 1    | 12월 21일 | 김재우 | 박효준 | 캠핑용 그리들 |      |
| 1    | 12월 21일 | 홍윤화 | 윤도경 | 떡볶이        | 우승 |
| 1    | 12월 21일 | 서수경 | 이승국 | 패션 가방     |      |
| 1    | 12월 21일 | 씬님   | 허예은 | 아이섀도      |      |
| 2    | 12월 28일 | 김재우 | 아히안 | 와플메이커    |      |
| 2    | 12월 28일 | 홍윤화 | 김기혁 | 교정 벨트     |      |
| 2    | 12월 28일 | 서수경 | 전민성 | 돼지 프렌치렉 |      |
| 2    | 12월 28일 | 씬님   | 김소연 | 레깅스        | 우승 |

## 플랫폼
- 네이버쇼핑 라이브